# Сметанников, Владимир Борисович
Смета́нников Влади́мир Бори́сович (8 марта 1982, Москва — 27 августа 2007, р. Юрункаш, КНР) — выпускник МИТХТ им. М. В. Ломоносова сотрудник ЗАО «Синтол», профессиональный турист, чемпион Москвы и России по спортивному туризму 2006.

## Биография
Родился в Москве 8 марта 1982 года. В 1999 году окончил школу N287 с серебряной медалью, и поступил в МИТХТ им. М. В. Ломоносова, который окончил в 2006 году. Будучи студентом принимал активное участие в научно-исследовательской работе в ИНЭОС РАН. После окончания института устроился на работу в ЗАО «Синтол».
Еще во время учебы, Владимир увлекся спортивным туризмом и уже после второго курса, прошел водный поход 4 категории сложности Катунь-Чуя (500 км). Прошёл 7 рек высшей категории сложности — Кекемерен, Чонг-Кемин, Большая Лаба, Белая, Мзымта, Муксу, Обихингоу. Призёр чемпионатов Москвы 2004 и 2005 годов, чемпион Москвы и России 2006.
Помимо спортивного туризма Владимир также увлекался горными лыжами и промышленным альпинизмом.

## Гибель
В августе 2007 года в составе группы заслуженного мастера спорта С. И. Черника отправился в Китай для первопрохождения реки Юрункаш высшей категории сложности в горном районе Кунь-Лунь. Сплав на четырехместном и двухместном катамаранах начался 20 августа и должен был закончиться 2 сентября. Но 24 августа оба катамарана перевернулись в т. н. «бочке», в результате чего Сергей Черник и его сын Иван погибли, а катамаран-четвёрка был разрушен. Владимир Сметанников и трое других спортсменов приняли решение сплавляться дальше на катамаране-двойке, но 27 августа катамаран снова попал в «бочку». Владимир Сметанников и еще один турист, Дмитрий Тищенко, погибли. Двое других — выжили. 16 сентября тело Владимира Сметанникова было обнаружено российскими спасателями.
Похоронен 1 октября на Миусском кладбище в Москве.